# Harrison Turner
Harrison Turner (4 febbraio 2004) è un nuotatore australiano.

## Biografia
Nel 2024 vince una medaglia d'argento nella staffetta 4x200 metri stile libero ai mondiali in corta di Budapest. L'anno successivo prende parte ai mondiali di Singapore, dove conquista il bronzo nei 200 metri farfalla.

## Palmarès
- Mondiali

Singapore 2025: bronzo nei 200m farfalla.
- Mondiali in vasca corta

Budapest 2024: argento nella 4x200m sl.